# 甘家湖牧场
甘家湖牧场，是中华人民共和国新疆维吾尔自治区塔城地区乌苏市下辖的一个乡镇级行政单位。

## 行政区划
甘家湖牧场下辖以下地区：
柯棵林村、康苏瓦特村、萨尔林村、马房子村、哈拉吾巴村、加拉哈西村和铁架子牧民新村。